# Avirey-Lingey
Avirey-Lingey és un municipi francès situat al departament de l'Aube i a la regió del Gran Est. L'any 2007 tenia 222 habitants.

## Demografia

### Població
El 2007 la població de fet d'Avirey-Lingey era de 222 persones. Hi havia 96 famílies de les quals 24 eren unipersonals (16 homes vivint sols i 8 dones vivint soles), 40 parelles sense fills i 32 parelles amb fills.
La població ha evolucionat segons el següent gràfic:
Habitants censats

### Habitatges
El 2007 hi havia 148 habitatges, 95 eren l'habitatge principal de la família, 25 eren segones residències i 28 estaven desocupats. 145 eren cases i 3 eren apartaments. Dels 95 habitatges principals, 85 estaven ocupats pels seus propietaris, 7 estaven llogats i ocupats pels llogaters i 3 estaven cedits a títol gratuït; 1 tenia una cambra, 5 en tenien dues, 12 en tenien tres, 26 en tenien quatre i 52 en tenien cinc o més. 72 habitatges disposaven pel capbaix d'una plaça de pàrquing. A 38 habitatges hi havia un automòbil i a 53 n'hi havia dos o més.

### Piràmide de població
La piràmide de població per edats i sexe el 2009 era:
| Homes | Edats   | Dones |
| ----- | ------- | ----- |
| 0     | 95 o +  | 0     |
| 0     | 90 a 94 | 0     |
| 4     | 85 a 89 | 8     |
| 4     | 80 a 84 | 0     |
| 0     | 75 a 79 | 4     |
| 12    | 70 a 74 | 4     |
| 4     | 65 a 69 | 16    |
| 4     | 60 a 64 | 4     |
| 0     | 55 a 59 | 0     |
| 4     | 50 a 54 | 4     |
| 0     | 45 a 49 | 8     |
| 12    | 40 a 44 | 0     |
| 16    | 35 a 39 | 24    |
| 4     | 30 a 34 | 8     |
| 4     | 25 a 29 | 8     |
| 0     | 20 a 24 | 4     |
| 4     | 15 a 19 | 4     |
| 20    | 10 a 14 | 12    |
| 4     | 5 a 9   | 4     |
| 8     | 0 a 4   | 0     |

## Economia
El 2007 la població en edat de treballar era de 140 persones, 124 eren actives i 16 eren inactives. De les 124 persones actives 121 estaven ocupades (65 homes i 56 dones) i 3 estaven aturades (1 home i 2 dones). De les 16 persones inactives 5 estaven jubilades, 4 estaven estudiant i 7 estaven classificades com a «altres inactius».

### Ingressos
El 2009 a Avirey-Lingey hi havia 96 unitats fiscals que integraven 221 persones, la mediana anual d'ingressos fiscals per persona era de 21.690 €.

### Activitats econòmiques
Dels 6 establiments que hi havia el 2007, 1 era d'una empresa de construcció, 3 d'empreses de comerç i reparació d'automòbils, 1 d'una empresa d'hostatgeria i restauració i 1 d'una empresa de serveis.
L'únic servei als particulars que hi havia el 2009 era un restaurant.
L'únic establiment comercial que hi havia el 2009 era una floristeria.
L'any 2000 a Avirey-Lingey hi havia 27 explotacions agrícoles que ocupaven un total de 1.026 hectàrees.

## Poblacions més properes
El següent diagrama mostra les poblacions més properes.